# Grand Prix automobile du Portugal 1989
GP précédent GP suivant
Le Grand Prix automobile du Portugal 1989 (Grande Prêmio de Portugal), disputé sur l'Autódromo do Estoril situé à Estoril près de Lisbonne au Portugal le 24 septembre 1989, est la neuvième édition du Grand Prix, la 481e épreuve de l'histoire du championnat du monde de Formule 1 courue depuis 1950 et la treizième manche du championnat 1989.

## Course

### Classement de la course
| Pos. | No | Pilote                | Écurie                | Tours | Temps/Abandon                      | Grille | Points |
| ---- | -- | --------------------- | --------------------- | ----- | ---------------------------------- | ------ | ------ |
| 1    | 28 | Gerhard Berger        | Ferrari               | 71    | 1 h 36 min 48 s 546 (191,418 km/h) | 2      | 9      |
| 2    | 2  | Alain Prost           | McLaren-Honda         | 71    | + 32 s 637                         | 4      | 6      |
| 3    | 36 | Stefan Johansson      | Onyx-Ford             | 71    | + 55 s 325                         | 12     | 4      |
| 4    | 19 | Alessandro Nannini    | Benetton-Ford         | 71    | + 1 min 22 s 369                   | 13     | 3      |
| 5    | 23 | Pierluigi Martini     | Minardi-Ford          | 70    | + 1 tour                           | 5      | 2      |
| 6    | 3  | Jonathan Palmer       | Tyrrell-Ford          | 70    | + 1 tour                           | 18     | 1      |
| 7    | 12 | Satoru Nakajima       | Lotus-Judd            | 70    | + 1 tour                           | 25     |        |
| 8    | 7  | Martin Brundle        | Brabham-Judd          | 70    | + 1 tour                           | 10     |        |
| 9    | 30 | Philippe Alliot       | Larrousse-Lamborghini | 70    | + 1 tour                           | 17     |        |
| 10   | 15 | Mauricio Gugelmin     | March-Judd            | 69    | + 2 tours                          | 14     |        |
| 11   | 29 | Michele Alboreto      | Larrousse-Lamborghini | 69    | + 2 tours                          | 21     |        |
| 12   | 24 | Luis Pérez-Sala       | Minardi-Ford          | 69    | + 2 tours                          | 9      |        |
| 13   | 25 | René Arnoux           | Ligier-Ford           | 69    | + 2 tours                          | 23     |        |
| 14   | 8  | Stefano Modena        | Brabham-Judd          | 69    | + 2 tours                          | 11     |        |
| Abd. | 6  | Riccardo Patrese      | Williams-Renault      | 60    | Surchauffe                         | 6      |        |
| Abd. | 5  | Thierry Boutsen       | Williams-Renault      | 60    | Surchauffe                         | 8      |        |
| Abd. | 1  | Ayrton Senna          | McLaren-Honda         | 48    | Collision                          | 1      |        |
| Dsq. | 27 | Nigel Mansell         | Ferrari               | 48    | Disqualifié                        | 3      |        |
| Abd. | 9  | Derek Warwick         | Arrows-Ford           | 37    | Accident                           | 22     |        |
| Abd. | 11 | Nelson Piquet         | Lotus-Judd            | 33    | Collision                          | 20     |        |
| Abd. | 21 | Alex Caffi            | BMS Dallara-Ford      | 33    | Collision                          | 7      |        |
| Abd. | 20 | Emanuele Pirro        | Benetton-Ford         | 29    | Suspension                         | 16     |        |
| Abd. | 16 | Ivan Capelli          | March-Judd            | 25    | Soupape                            | 24     |        |
| Abd. | 10 | Eddie Cheever         | Arrows-Ford           | 24    | Moteur                             | 26     |        |
| Abd. | 22 | Andrea De Cesaris     | BMS Dallara-Ford      | 17    | Allumage                           | 19     |        |
| Abd. | 31 | Roberto Moreno        | Coloni-Ford           | 11    | Panne électrique                   | 15     |        |
| Nq.  | 4  | Johnny Herbert        | Tyrrell-Ford          |       | Non qualifié                       |        |        |
| Nq.  | 26 | Olivier Grouillard    | Ligier-Ford           |       | Non qualifié                       |        |        |
| Nq.  | 39 | Pierre-Henri Raphanel | Rial-Ford             |       | Non qualifié                       |        |        |
| Nq.  | 38 | Christian Danner      | Rial-Ford             |       | Non qualifié                       |        |        |
| Npq. | 37 | Jyrki Järvilehto      | Onyx-Ford             |       | Non préqualifié                    |        |        |
| Npq. | 18 | Piercarlo Ghinzani    | Osella-Ford           |       | Non préqualifié                    |        |        |
| Npq. | 33 | Oscar Larrauri        | Eurobrun-Judd         |       | Non préqualifié                    |        |        |
| Npq. | 40 | Gabriele Tarquini     | AGS-Ford              |       | Non préqualifié                    |        |        |
| Npq. | 35 | Aguri Suzuki          | Zakspeed-Yamaha       |       | Non préqualifié                    |        |        |
| Npq. | 34 | Bernd Schneider       | Zakspeed-Yamaha       |       | Non préqualifié                    |        |        |
| Npq. | 32 | Enrico Bertaggia      | Coloni-Ford           |       | Non préqualifié                    |        |        |
| Ex.  | 41 | Yannick Dalmas        | AGS-Ford              |       | Exclu                              |        |        |
| Ex.  | 17 | Nicola Larini         | Osella-Ford           |       | Exclu                              |        |        |

### Pole position et record du tour
- Pole position :  Ayrton Senna (McLaren-Honda) en 1 min 15 s 468 (vitesse moyenne : 207,505 km/h)[2].
- Meilleur tour en course :  Gerhard Berger (Ferrari) en 1 min 18 s 986 au 49e tour (vitesse moyenne : 198,263 km/h)[3].

### Tours en tête
- Gerhard Berger (Ferrari) : 54 tours (1-23 / 41-71) ;
- Nigel Mansell (Ferrari) : 16 tours (24-39) ;
- Pierluigi Martini (Minardi-Ford) : 1 tour (40)[4].

## Statistiques
- 5e victoire pour Gerhard Berger.
- 97e victoire pour Ferrari en tant que constructeur.
- 97e victoire pour Ferrari en tant que motoriste.
- 150e Grand Prix pour Alain Prost.
- 1er podium pour l'écurie Onyx.
- 1er Grand Prix pour Jyrki Järvilehto (non préqualifié).
- 1er et unique tour en tête pour Minardi.
- 1er et unique tour en tête pour Pierluigi Martini.
- Meilleure qualification d'une Coloni grâce à la quinzième place de Roberto Moreno.
- Nigel Mansell a écopé d'un drapeau noir pour avoir réalisé une marche arrière dans les stands et revenir dans son box après l'avoir manqué. Ignorant le drapeau noir, il est reparti en course et en essayant de doubler Ayrton Senna, provoqua une collision et l'abandon des deux coureurs.
- Yannick Dalmas a été exclu pour avoir utilisé des pneus non conformes.
- Nicola Larini a été exclu pour non-respect d'un contrôle.